# Lucidante de Tracia
Lucidante de Tracia es un libro de caballerías español, impreso en Salamanca en 1534 con el título de Libro primero de la crónica del valeroso caballero don Lucidante de Tracia. Se ignora el nombre de su autor. No se conserva ningún ejemplar de la obra y solo se sabe de su existencia gracias a los catálogos de la Biblioteca Colombina y de la biblioteca de los Duques de Calabria.
- Datos: Q5982160